# Canal Danube-Mer Noire
Le canal Danube-Mer Noire, en roumain Canalul Dunăre – Marea Neagră, est un canal situé en Roumanie qui relie le Danube à Cernavodă à la mer Noire à Constanţa pour sa branche sud et à Năvodari par sa branche nord. Le canal mesure 95,6 km. Il a été construit en plusieurs étapes de 1947 à 1987. Sa construction s'est réalisée au prix de très nombreuses vies de détenus politiques, travailleurs forcés durant la dictature communiste.

Schéma du canal.

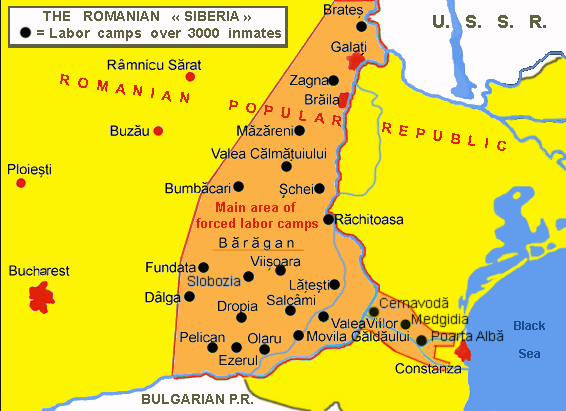
La plaine du Bărăgan et le canal Danube-Mer Noire, principaux lieux de déportation en Roumanie entre 1948 et 1989 selon Victor Frunză Istoria comunismului în România (« Histoire du communisme en Roumanie »), EVF, Bucarest, 1999, ISBN 973 9120 05 9